# Aaron Taylor-Johnson
Aaron Perry Johnson, britanski gledališki, televizijski in filmski igralec, * 13. junij 1990, High Wycombe, Anglija, Združeno kraljestvo.

## Biografija

### Zgodnje in osebno življenje
Od leta 1996 do leta 2008 se je šolal na šoli Jackie Palmer Stage School.
Njegova starejša sestra Gemma se je pojavila v filmu Tom & Thomas, kjer je imel glavno vlogo prav on.

### Kariera
Svojo igralsko kariero je začel leta 2001 v televizijski seriji Armadillo.
Leta 2002 se je pojavij v filmu Tom & Thomas, v glavni vlogi, istega leta v seriji San Giovanni - L'apocalisse, naslednje leto pa v serijah The Bill in Behind Closed Doors.
Leta 2004 je dobil vloge v serijah Family Business in Feather Boy ter v filmu Dead Cool, leta 2006 v serijah The Best Man, I Shouldn't Be Alive in Casualty ter filmih Fast Learners, The Illusionist in Kralj tatov, v katerem je igral glavno vlogo, dvanajstletnega Prosperja.
Leta 2007 igra v filmu The Magic Door in serijah Sherlock Holmes and the Baker Street Irregulars, Coming Up in Talk to Me, leta 2008 pa v seriji Nearly Famous (ki jo konča leta 2008) in filmih Tangice, poljubi in še kaj ter Dummy. Kasneje je med drugim nastopil v filmih Kick-Ass, The Greatest in Nowhere Boy in Chatroom.

## Filmografija
| Filmi      | Filmi                                           | Filmi                          | Filmi                                   |
| Leto       | Film                                            | Vloga                          | Opombe                                  |
| ---------- | ----------------------------------------------- | ------------------------------ | --------------------------------------- |
| 2002       | Tom & Thomas                                    | Tom / Thomas                   |                                         |
| 2003       | Shanghai Knights                                | Charlie Chaplin                |                                         |
| 2004       | Dead Cool                                       | George                         |                                         |
| 2006       | Kralj tatov                                     | Prosper                        |                                         |
| 2006       | The Illusionist                                 | Mladi Eisenheim                |                                         |
| 2006       | Fast Learners                                   | Neil                           |                                         |
| 2007       | The Magic Door                                  | Flip                           |                                         |
| 2008       | Dummy                                           | Danny                          |                                         |
| 2008       | Tangice, poljubi in še kaj                      | Robbie                         |                                         |
| 2009       | The Greatest                                    | Bennett                        |                                         |
| 2009       | Kick-Ass                                        | Dave Lizewski                  |                                         |
| 2009       | Nowhere Boy                                     | John Lennon                    |                                         |
| 2010       | Chatroom                                        | William                        |                                         |
| 2011       | Albert Nobbs                                    | Joe Mackins                    |                                         |
| 2012       | Savages                                         | Ben Leonard                    |                                         |
| 2012       | Anna Karenina                                   | grof Aleksej Kirilovič Vronski | Zadnjič podpisan kot Aaron Johnson      |
| 2013       | Kick-Ass 2                                      | Dave Lizewski / Kick-Ass       | prvič podpisan kot Aaron Taylor-Johnson |
| 2014       | Captain America: The Winter Soldier             | Pietro Maximoff / Quicksilver  | obrobna vloga, nepodpisan               |
| 2014       | Godzilla                                        | Poročnik Ford Brody            |                                         |
| 2015       | Avengers: Age of Ultron                         | Pietro Maximoff / Quicksilver  |                                         |
| 2016       | Nocturnal Animals                               | Ray Marcus                     |                                         |
| 2017       | The Wall                                        | Narednik Allen "Ize" Isaac     |                                         |
| 2018       | Outlaw King                                     | James Douglas, Lord of Douglas |                                         |
| 2018       | Milijon majhnih koščkov                         | James Frey                     | tudi scenarist in producent             |
| 2020       | Tenet                                           | Ives                           |                                         |
| 2021       | The King's Man                                  | Archie Reid                    |                                         |
| 2022       | Hiter kot strel                                 | Tangerine                      |                                         |
| Televizija |                                                 |                                |                                         |
| Leto       | Naslov                                          | Vloga                          | Opombe                                  |
| 2001       | Armadillo                                       | Mladi Lorimer Black            |                                         |
| 2002       | San Giovanni - L'apocalisse                     | Johanan                        |                                         |
| 2003       | Behind Closed Doors                             | Sam Goodwin                    | Televizijski film, stranska vloga       |
| 2003       | The Bill                                        | Zac Clough                     | 1 epizoda                               |
| 2004       | Family Business                                 | Paul Sullivan                  | 1 epizoda                               |
| 2004       | Feather Boy                                     | Niker                          | 3 epizode                               |
| 2006       | I Shouldn't Be Alive                            | Mark                           | 1 epizoda                               |
| 2006       | The Best Man                                    | Michael - 15 let               | Televizijski film                       |
| 2006       | Casualty                                        | Joey Byrne                     | 1 epizoda                               |
| 2007       | Sherlock Holmes and the Baker Street Irregulars | Finch                          | Televizijski film                       |
| 2007       | Talk to Me                                      | Aaron                          | 4 epizode                               |
| 2007       | Coming Up                                       | Eoin                           | 1 epizoda                               |
| 2007–2008  | Nearly Famous                                   | Owen                           | 6 epizod                                |